# Entropia de transferência
A entropia de transferência é uma medida estatística não paramétrica que mede a quantidade de informação direcional que é transferida entre dois processos aleatórios. A entropia de transferência de um processo X para outro Y é definida como a redução da incerteza sobre os valores futuros de Y quando se conhecem os valores passados de X dados valores passados de Y.
Matematicamente, sejam {\displaystyle X_{t}}e {\displaystyle Y_{t}} dois processos aleatórios definidos no tempo {\displaystyle t\in \mathbb {N} }. Utilizando a entropia da informação de Shannon, H(X), a entropia de transferência pode ser calculada como:    
{\displaystyle T_{X\rightarrow Y}=H\left(Y_{t}\mid Y_{t-1:t-L}\right)-H\left(Y_{t}\mid Y_{t-1:t-L},X_{t-1:t-L}\right).}
Alternativamente, a entropia de transferência pode ser descrita em termos da informação mútua condicional, aonde o termo condicionado é o passado da variável Y, isto é, {\displaystyle Y_{t-1:t-L}}:
{\displaystyle T_{X\rightarrow Y}=I(Y_{t};X_{t-1:t-L}|Y_{t-1:t-L}).}
A entropia de transferência torna-se o teste de causalidade de Granger quando o processo é autoregressivo e satisfaz as condições para causalidade de Granger. Desta forma, torna-se mais adequado utilizar a entropia de transferência para o teste de causalidade de Granger quando o sinal é não-linear. O ponto negativo desta abordagem é a necessidade de um maior número de amostras para uma estimativa confiável do valor obtido.
Embora tenha sido definido para análise bivariada, existem extensões da entropia de transferência para análise multivariada, seja criando condicionais às demais variáveis ou considerando a transferência de informação de um conjunto de fontes. Porém, ambas as alternativas exigem mais dados. 
A entropia de transferência tem sido aplicada na investigação de conectividade funcional no cérebro e em sistemas de neurônios, medir a influência de indivíduos/grupos em redes sociais e como método de identificação de precursores de terremotos.